# HITMAN 熱血編輯
《HITMAN 熱血編輯》（日語：ヒットマン）是瀨尾公治所創作的日本漫畫，從《週刊少年Magazine》2018年第29號開始連載，2021年12號結束。

## 登場人物

### 講談社

#### 週刊少年Magazine編輯部
劍埼龍之介
本作男主角。東都大學畢業。出生於静岡縣伊豆市。22歲。小鳥遊翼，島風奈佳，天谷栞，春日清辰，珍妮．路易斯．米歇爾的責任編輯。
敷島怜奈
“小镇有你”篇结尾时作为新人职员登场，周刊少年magazine第三位女性编辑，北条安排棉贯担任其指导职员及加入岛风组担任副责编。正式入职前目睹剑埼和翼的亲昵接触认为剑埼是随意对自己负责的女漫画家出手的人而厌恶他。第一次和岛风商谈就因自己的轻率举动惹怒对方，在剑埼圆滑处理后又给岛风阅读读者评论导致岛风沮丧到休刊，非常自责。在剑埼的帮助下为岛风安排了一场高桥书店粉丝签售会，担任会场最后一个粉丝并向岛风传达自己的心情，最终使岛风决定复刊，之后喜欢上剑埼。
“风夏”篇路过剑埼身边时被剑埼拉来接待京极薫，后成为京极的责编。
冲绳篇随岛风一起到冲绳游玩遇到剑埼组全员。
“动画制作”篇陪岛风询问制作组作画崩坏的详情。
“日本博览会”篇通过珍妮得知在巴黎发生的事情，原以为翼是强行表现出坚强，在岛风说破事实后也无法理解翼的冷血。
剑埼离开后接手春日和岛风的责编，结局出席夏目、栞、春日、岛风的集体婚礼。
浅間大翔
剑埼的同期兼竞争对手，外在的形象温和而有礼，私下有腹黑的一面，也会因担心问卷排名紧张到呕吐。第一次新人赏负责的作品《Soul:Green》获得并列第一名，短篇问卷排名第7而获得周刊连载资格。北条正式就职前加入北条派，担任夏目挖来的三位别社漫画家之一的和泉的副责编。
“风夏”篇自己负责的漫画家杉浦过劳导致《Soul:Green》无限期休刊。
仲田帝士
出场时是一般职员，入职3年累计发行量1.5万部，为新人剑埼介绍编辑部的人员构成。
乙黒和彦
故事第二年时是入职8年的一般职员，累计发行量超过500万部。
夏目晶
副总编辑，入职16年累计发行量0，原因是只接手濒临腰斩的作品而不算自己的功绩，过去曾多次成功挽救腰斩漫画和其作者，真实累计发行量据山城说可与八神一拼。能力优秀，对下属编辑要求严厉导致剑埼之前有4人辞职。
出场时被山城安排为剑埼的指导职员，但自己带薪休假使剑埼惨遭放养。初始担任天谷栞的责编，休假结束安排剑埼加入为副责编，对剑埼提供了诸多指导。北条正式就职前加入北条派，挖来其他出版社的三位招牌漫画家并把功劳让给浅间，由于同时负担项目太多不得不将栞的连载完全交给剑埼。
“风夏”篇提醒剑埼注意关心所负责的漫画家的身体状况。
春日清辰篇中在栞的新作再次惨遭腰斩后安慰栞，二人结合。
“日本博览会”篇在剑埼出“意外”的当周临时接手栞的责编，却发现自己在栞处的责编地位已经完全被剑埼取代。
剑埼离开后重新接手栞的责编，不久后辞任并向栞求婚。最后与春日、岛风举行集体婚礼。
山城廉太郎
年轻时担任过桂木正人的副责编、责编。出场时是总编辑，对拿到自己考题特A评价的剑埼很有兴趣，给菜鸟剑埼提供了很多建议，也警告他作为责编不可与负责的漫画家谈恋爱。10月因过度启用新人、未能充分遏制杂志销量下降的总体趋势被调职，次年2月离任欢送会后将重振周刊少年magazine的目标托付给夏目和八神。
“最终决战”篇认为如果桂木不急着完结而慢慢回收伏笔，本可再连载20年；应八神的要求再次担任桂木的责编。桂木与珍妮的决战结束后与桂木一起祭拜小鸟游翼的母亲，告知翼其实桂木比任何人都重视自己的妻子，帮助实现父女和解。
北条伸時
出场时是月刊天狼星的总编辑，双眼狭长、短眉，惯用一把折扇。入职21年累计发行量超过9000万部，因令天狼星的销量涨了4倍得以调任周刊少年magazine总编辑。原定消翼的连载并告知剑埼只要北条在就不会让翼连载，被剑埼威胁“不让连载就移籍，如果成功就会成为北条的污点”只好特许继续连载，但变更为四格漫画形式。
“小镇有你”篇在八神争取下被迫将一个东奥短篇资格交给剑埼，但要求八神为此负全责。
岛风休刊风波中同意岛风的作品休刊，但要求剑埼为此负全责。
“风夏”篇允许剑埼为翼在别册杂志增加连载，条件是符合少年周刊纪实题材，在剑埼成功拿到Blue Wells的创作机会后同意将连载放在周刊少年magazine。
“贞德”篇在剑埼邀约珍妮漫画家出道成功后立即同意刊发珍妮的连载，《奥尔良少女》大热后由于剑埼分身乏术而要求剑埼必须放弃除珍妮外的一人，但在其他四人的强烈要求下剑埼组得以全员保留。
八神千虎
出场时是编辑次长，周刊少年四天王之一，入职16年累计发行量超过1亿8000万部，为菜鸟剑埼提供了一些建议，与若月秘密交往中。山城调职后八神成为周刊少年magazine旧体制的领导人，在剑埼负责的三部作品包揽前三名时提醒他不可得意忘形。
“小镇有你”篇帮助剑埼争取到一个东奥短篇机会，并为此负全责，故在剑埼得罪了明日香的经纪人音羽后被迫当街土下座，其实已暗中找人拍下音羽羞辱他的镜头打算作为撒手锏。
“最终决战”篇得知桂木罹患眼疾后要求桂木立刻入院，被桂木说服见证桂木的竞争直到《touch up》完结。之后不惜拉下脸面请求山城也来一同担任责编。
结局出席夏目、栞、春日、岛风的集体婚礼。
名取賢治
出场时是副总编辑，周刊少年四天王之一，担任浅间的指导职员，入职12年累计发行量超过5000万部。
“风夏”篇后担任七尾有果子写真出版的总负责人，到冲绳后以帮小鸟游翼的《Blue Wells物语》做更大的广告投放为交换条件希望剑埼去拜托七尾拍摄泳装。
綿貫雅
出场时是副总编辑，周刊少年四天王之一、唯一女性编辑，入职10年累计发行量超过3000万部。
伏見直樹
出场时是副总编辑，周刊少年四天王之一，入职6年累计发行量超过1000万部。
剑埼离开后接手珍妮的责编。
吽野豪志
出场时是副总编辑，壮汉，被称为北条的“右大臣”，跟随北条从天狼星调任周刊少年magazine，入职9年累计发行量超过1300万部。
阿川铁也
出场时是副总编辑，壮汉，被称为北条的“左大臣”，跟随北条从天狼星调任周刊少年magazine，入职8年累计发行量超过1100万部。

#### ViVi編輯部
川内美緒
剑埼的友人、东都大学同学、公司的同期，喜欢剑埼。
若月藍子
出场时是入职9年的副总编辑，与八神秘密交往中。

#### 版权事業部
立石謙介
“动画制作”篇登场，入职18年担任部门次长。周刊少年magazine辉煌时负责大部分作品的影视改编，有“冒险家立石”的绰号，后来干劲消失、成日摸鱼甚至被称为“薪水小偷”。7年前发掘了新人声优古鹰麻由。
负责《情书》的动画改编制作，知晓剑埼的特A级评定，看到剑埼对九里导演的信任后重新拿出干劲。声优试音时原本认可古鹰担任女主角，但被剑埼力排众议的的坚持打动，改定神宫寺若叶担任女主角、古鹰担任女配角并亲自劝说古鹰。警告剑埼不可对自己所负责作品的声优出生。动画签名会时以为剑埼还是想对若叶出手而保护若叶，并在古鹰面前调侃剑埼直接导致古鹰对剑埼的误解。
“日本博览会”篇受邀前往巴黎。
伊藤洋平
“动画制作”篇登场，入职13年担任副部长。负责岛风奈佳的《King's Knight》的动画改编。与岛风组一起去动画制作公司了解作画崩坏的详情。
森本达也
“贞德”篇登场，入职10年担任国际版权事业部的副部长。
“日本博览会”篇受邀前往巴黎。回国前被巴黎警察通知剑埼出了“意外”，自己留下照顾剑埼让其他人先行返国。
剑埼离开前负责教授剑埼法语。

### 作家

#### 劍埼責任編輯所屬
小鳥遊翼

島風奈佳
作品有《灼热的鬼神》《king's knight》
本作主要角色之一，登场时18岁，短发天然元气少女，广岛县出身，习惯手绘。16岁出道，来到东京前刚刚结束《灼热的鬼神》在天狼星2年半的连载。由于不喜欢年长啰嗦的编辑，故选择“好控制”的新人剑埼担当责编，故事第二年元旦后退学并搬到剑埼的隔壁，喜欢上了剑埼，但在剑埼面前会经常摆出自己认知中“漫画式”的傲娇模式。新连载作品《king's knight》初排名获得第二。
“小镇有你”篇结束后遇到新人副责编敷岛怜奈，被其职场菜鸟行为激怒，之后因年龄尚幼心理承受能力弱、接受不了差评而沮丧到打算引退。休刊三周后被剑埼要求负起最后的责任来到高桥书店的粉丝签售会现场，感受到粉丝们和敷岛的诚挚支持决定复刊。因休刊期间其内容暂时由翼的存稿替代而对翼心怀感激，协助翼在截稿死线前完成《御岛明日香物语》的剩余原稿。
冲绳篇邀请翼和敷岛一同去冲绳旅游度假见到了剑埼和栞。
“动画制作”篇对《king's knight》的动画制作团队私自改动画风非常不满，在负责角色设计的老牌画师菊地珠未拿出更厉害的画风后向菊地询问自己之后的连载是否可以按照菊地改进的画风进行。后《king's knight》动画由于播出档期提前、准备不足导致作画崩坏，但岛风不仅没有责怪菊地反而拿出慰问品安慰了她。
“贞德”篇向北条要求剑埼组全员保留。
“日本博览会”篇通过珍妮得知在巴黎发生的事情，为了不输给冷血的翼而努力作画在当周排名第三。
“最终决战”篇不想过早结束连载而放弃同翼、桂木、珍妮的竞争。剑埼离任后责编由敷岛接替。
结局因剑埼去法国后情绪不佳受到春日清辰的安慰而产生感情，最后和春日奉子成婚并与夏目、栞举行集体婚礼。
漫画家五边形评价：画功7 剧情7 生产量10 构成4 运气10→画功7 剧情8 生产量10 构成5 运气10
天谷栞
作品有《love smash》《雾隐小姐不能忍》《超好吃桐岛食堂》《猿飞小姐也不能忍》等
本作主要角色之一，最早登场于《小镇有你》大学篇，青大的大学同学，天谷早织的妹妹。本作中初登场时35岁，与前作相比剪掉了长盘发并摘掉了眼镜，仍喜欢捉弄他人。擅长工口恋爱喜剧，初连载作品是运动类《love smash》，3个月即告腰斩。
剑埼入职时正连载《雾隐》，初始责编是夏目晶，剑埼加入成为副责编，夏目接手其他漫画家后离任而剑埼成为责编。接纳翼为短期助手，在翼获得连载资格辞职时用在大学捉弄青大和柚希类似的方式捉弄了剑埼和翼。
故事第二年接受翼的咨询，却被翼发现自己喜欢夏目。元旦后给夏目挑了一块泰格豪雅手表作为礼物，但在北条的正式就职仪式时被夏目告知辞任，剑埼帮助自己的连载首次获得第一而将手表转赠剑埼。
“小镇有你”篇为剑埼和翼介绍了明日香、青大、柚希，本想捉弄他们却惊讶于众人之间竟有直接关联。
冲绳篇去冲绳休假而遇到剑埼组全员。回到东京后《雾隐》顺利完结，厌倦了自己擅长的工口恋爱喜剧决定连载料理漫画《食堂》，但排名不尽人意被迫重新转型工口恋爱喜剧，虽稳住了排名然而单行本销量不佳还是成为自己第三部被腰斩的作品，难过之际得到夏目的安慰而结合。
“动画制作”篇帮助绘制《情书》动画的插图。
“贞德”篇已在连载工口恋爱喜剧《猿飞》，接纳珍妮为短期助手，后向北条要求剑埼组全员保留。
“日本博览会”篇听闻巴黎发生的事情后，临时找到夏目进行商谈，被夏目发现当初“天谷栞的一半由夏目晶构成”已变为“天谷栞的一半由剑埼构成”，当周获得第四。
“最终决战”篇不想过早结束连载而放弃同翼、桂木、珍妮的竞争。剑埼离任后责编由夏目接替。
结局夏目辞任责编并向栞求婚，与春日、岛风举行集体婚礼。
漫画家五边形评价：画功9 剧情7 生产量8 构成9 运气6
春日清辰
作品有《Shining Wizrad》《Wild Hunter》
本作重要角色之一，“风夏”篇后登场。才华横溢但为人自负，年轻时被责编剽窃了自己的创意拿去给其他前辈漫画家从此对责编极度不信任。师从京极薫。
出场时34岁，刚刚结束《Shining Wizrad》的连载，累计发行量8500万部。在共享工作室被一众出版社邀约移籍时偶遇小鸟游翼，对翼一见钟情。约翼吃饭时偶遇剑埼和七尾有果子，在七尾和翼暂离时向剑埼询问可否追求翼，数日后被翼拒绝。目睹剑埼和翼约会后对剑埼产生兴趣，决定移籍到周刊少年magazine但开出“编辑不得干涉作品”和“由剑埼担任责编”两个条件获北条同意。
新作《Wild Hunter》连载前自信满满，第一期果然排名第一，但自负的发言引来编辑部众人的不满。随后因漫画内容和用语晦涩导致排名持续下滑直到完全垫底，甚至遭到编辑部私下群嘲。在酒吧打算自我腰斩、再次移籍时听到剑埼和盾山清辉的谈话，被剑埼对自己才能的认可打动开始试着听取剑埼的意见，排名也重新上升到前段。
“贞德”篇向北条要求剑埼组全员保留。
“日本博览会”篇在剑埼住院周独立创作，排名第五。
“最终决战”篇不想过早结束连载而放弃同翼、桂木、珍妮的竞争。剑埼离任后责编由敷岛接替。
结局在安慰因剑埼离去而伤心的岛风时互相产生感情，最后奉子成婚并与夏目、栞举行集体婚礼。
漫画家五边形评价：画功7 剧情10 生产量6 构成9 运气9
珍妮・路易絲・米歇爾 （Jeanne Louise Michelle）
作品《奥尔良少女》
本作主要角色之一，“贞德”篇登场。法国人，20岁，基督教信仰，东都大学交换生，在翻译公司Communicate做兼职，精通日语。
出场时作为PIKA公司的随行翻译，在剑埼与朱利安交谈时被发现自己就是网络人气漫画《奥尔良少女》的神秘作者“J”。多次拒绝剑埼的漫画家出道邀约，最后一次邀约离开之际被京极薫认出身份，经京极鼓励后决定漫画家出道，立刻获得连载资格。在剑埼提供各种帮助后要求剑埼以西方人惯用的名字称呼方式“珍妮”来称呼她，自己也同样用“龙之介”称呼剑埼，被旭汤的新邻居古鹰麻由听到而误会了她和剑埼的关系。在剑埼找来PIKA的参观人员帮助说服珍妮的父母后喜欢上剑埼。连载初期排名差强人意，随后渐入佳境并登顶变成大热作品。
“日本博览会”篇时作为法国人漫画家，理所当然地接到日本博览会的邀请前往巴黎，在记者会上做出竞争宣言。返回日本前在机场得知剑埼出了“意外”，在翼的劝说下同意以漫画优先，但不能理解翼的冷血行为，当周独立创作并排名第一。
“最终决战”篇询问剑埼得知桂木和翼都进入完结篇，坚持同二人竞争，但直到《touch up》完结也未能战胜桂木。向桂木请教败因被桂木告知只有经历失败才能拥有更加不服输的动力。剑埼离任后责编由伏见直树接替。
结局出席夏目、栞、春日、岛风的集体婚礼。
漫画家五边形评价：画功10 剧情10 生产量7 构成10 运气10→画功10 剧情10 生产量8 构成10 运气10

#### 敷島責任編輯所屬
京極薫
“风夏”篇登场。46岁，从业27年的成熟画师，总销量超过8000万，画功传神但没有原创作品。春日清辰是他的徒弟。
原属其他出版社，由盾山清辉担任责编。没有向讲谈社预约、打算第一次投稿原创作品时偶遇剑埼得到剑埼的鼓励，随后移籍到周刊少年magazine，由剑埼介绍的敷岛怜奈担任责编开始自己原创作品的连载，同时放弃了对Blue Wells的创作而使剑埼在和盾山的竞标中反败为胜。
春日清辰篇中在编辑部群嘲春日时希望大家原谅春日。
“贞德”篇应剑埼邀请参与对珍妮的漫画家出道邀约，一眼认出珍妮是7年前自己在巴黎的日本博览会上见过的粉丝漫画家少女，以自己曾被剑埼鼓励的经历建议珍妮出道。
结局出席夏目、栞、春日、岛风的集体婚礼。
漫画家五边形评价：画功10 剧情3 生产量5 构成10 运气6

#### 八神責任編輯所屬
桂木正人
作品有《travelling》《touch up》《touch up第二部》
小鸟游翼的生父，妻子是桂木的第一任责编，山城是第一任副责编及第二任责编，因和翼的母亲交往使对方选择辞职，妻子去世后放弃了对翼的抚养权。
登场时49岁，已连载周刊少年magazine的王牌作品《touch up》20年，最早的连载作品《travelling》惨遭腰斩却被剑埼所钟爱。和三个助手一直坚持手绘。
“小镇有你”篇后在剑埼和敷岛前来做专花访谈时看到剑埼的斗志被激发出新创作灵感，在助手们前去协助翼的最后关头紧急召回他们修改自己的NAME。
“风夏”篇告知剑埼自己在画出死亡人物时的心情，仅仅是从漫画的角度“有趣”。
“日本博览会”篇时因眼疾已渐渐力不从心，连载量经常从18页削减为16页。剑埼住院的当周仅排名第六，决定回收《touch up》的全部伏笔、进入完结篇以向年轻漫画家们宣战。
“最终决战”篇在《touch up》的完结阶段再次得到山城的协助，每期都以微弱优势守住第一，《touch up》的倒数第四话前告知八神自己只剩下一半视力，但还是会赌上漫画家生涯坚持到底。到最终话前夜眼疾完全爆发而失明，经剑埼和助手们劝说，接纳翼作为替代描线作画并以压倒性领先拿到最后的第一顺利结束连载。眼睛手术后在妻子的墓碑处与翼实现父女和解。《touch up》的最终话透露作为桂木象征的教练认可了作为翼象征的儿子的实力。
结局原计划在《touch up》完结后引退，但由于治好了眼疾，决定开展《touch up第二部》的连载。
漫画家五边形评价：画功9 剧情10 生产量6 构成10 运气8→画功9 剧情10 生产量6 构成10 运气8
桂木正人的三位助手
从小看着小鸟游翼长大，翼13岁被外祖父母接走后再未见面，因此在剑埼和敷岛前来做桂木的专花访谈听到剑埼提及翼后急切向剑埼咨询翼的近况，了解到翼在截稿死线前遇到了麻烦而主动提出前去协助，却在最后关头被桂木紧急召回，离去前留下鼓励翼的话。
“风夏”篇告知剑埼和翼，翼的母亲曾说自己的幸福就是看到桂木开心，而桂木最开心的时候就是拿到第一；以及在翼长大成为作家遇到困难时希望助手们帮忙传达“去画自己觉得有趣的内容”，使翼下定决心去画秋月风夏之死。
“最终决战”篇协助翼完成桂木《touch up》的最终话，见到桂木和翼父女和解的曙光。

### 業界人士
音羽明文
“小镇有你”篇登场，音羽经纪公司的董事、下一任社长，亲自担任明日香的经纪人。为人傲慢无礼，本想随意打发剑埼和翼，对翼出口不逊而被剑埼扯了领带，随后要求公司全面停止和讲谈社的合作。八神前来当街土下座时踩了八神的头并大肆羞辱他。明日香回国后被当面揭穿欺骗，最后以明日香留在音羽事务所为交换条件恢复和讲谈社的合作。
盾山清輝
“风夏”篇登场，其他某出版社的副主编，入职8年累计发行量7600万。最上彰的好友，担任京极薫的责编，在和剑埼竞标对Blue Wells的邀约创作中本已取得压倒性胜利，却因剑埼在前来的路上鼓励了京极投稿原创作品使京极放弃了邀约而惨遭败北。
春日清辰篇于春日新连载排名垫底后与剑埼在酒吧闲聊，告知剑埼有关春日的恶劣往事但剑埼表示仍然认可春日的才能。
七尾有果子
“风夏”篇结束后登场。22岁，时尚模特，比剑埼小2岁的青梅竹马，称呼剑埼为“龙哥哥”，喜欢剑埼。在公开场合将性格伪装成爽朗天然呆有礼貌；私下在剑埼面前则是喜欢捉弄他的小恶魔，还会肆意恶语吐槽周围人。在春日清辰的《Shining Wizrad》剧场版中第一次担任声优因而认识春日。
轻吻捉弄剑埼被翼目睹，看到醋意大发的翼和慌张的剑埼从而发现了二人的感情。随后指定剑埼作为自己写真集出版的负责人，约剑埼去铁板烧店吃饭时偶遇翼和春日，在洗手间对翼说了关于剑埼的谎话故意令翼误会。来到冲绳后自己的推特小号被曝光导致拍摄氛围恶劣，消沉时得到剑埼的安慰终于露出令摄影师满意的表情，随剑埼向团队道歉。次日拍摄临近完毕时被剑埼的温柔感动主动拍摄泳装。最后一日向剑埼告白被拒后察觉到翼在场，主动澄清了自己之前的谎话。
春日清辰篇出席春日的酒会。
“动画制作”篇和“最终决战”篇都帮忙宣传《情书》。
鶴見咲之城
冲绳篇登场。摄影师，累计发行量420万部。来到冲绳负责拍摄七尾有果子的写真。七尾的推特小号被曝光后得知自己被七尾吐槽为恶心的大叔，但并不介意。对七尾只在剑埼面前显露的真实表情非常满意。
會澤仁
“动画制作”篇登场。业界知名动画导演，负责岛风奈佳的《King's Knight》的动画改编。因动画提前半年播出无奈之下作画崩坏。
菊地珠未
“动画制作”篇登场。日本顶尖画师，负责《King's Knight》动画的角色设计。原本希望吸引更多女性观众而对《King's Knight》的画风做了改动却没有得到岛风的认可，最后以一种超越原作的画风令岛风钦佩不已。动画的作画崩坏后得到岛风的慰问，与剑埼商议决定集中精力于主要内容、战略放弃次要内容。
九里
“动画制作”篇登场。作为导演负责小鸟游翼的《情书》的改编。第一次担任导演，同时兼任编剧。被剑埼发现是给翼寄读者信的忠实粉丝，得到剑埼和翼的认可而自由发挥进行剧本创作。
神宮寺若葉
“动画制作”篇登场，福岛县出身，17岁，高二，刚出道不久的无名气新人声优，升高中时独自来到东京，为生计每周打工6天。原定试音《情书》的女配角，剑埼建议她试音女主角后力排众议选定由她担任主役，也兼唱《情书》的片头曲，由于唱功太差被剑埼带去尚志的针鼠工作室向冰无小雪学习演唱技巧。顺利完成片头曲和配音后逐渐喜欢上剑埼。动画签名会的澡堂闲聊时询问翼是否在和剑埼交往，注意到翼的默认答复，同时察觉到古鹰麻由喜欢立石谦介。之后向剑埼告白，要求签名会结束前给出答复，但剑埼坦诚自己正在和翼交往而拒绝了她。
“贞德”篇在天见咖啡厅告知剑埼自己打算用3年时间攻陷他。
“日本博览会”篇将自己歌手出道的第一张CD送给剑埼，发现古鹰对剑埼的态度过于热情，愤怒地指责古鹰对自己的心上人出手。后得到日本博览会的邀请前往巴黎，在飞机上决定适时对翼摊牌。但在回国夜前到翼的房间约见翼时却表示虽然喜欢剑埼但自己只会在职业上取得更大成功之后再去追求剑埼，离开前告知翼其实古鹰也喜欢剑埼，令翼对剑埼大为光火。
结局与古鹰结成偶像声优歌手组合。
古鷹麻由
“动画制作”篇登场，岛根县出身，被立石谦介认为是当下最红的偶像声优。住在旭汤。
原定试音《情书》的女主角，后被立石亲自劝说是否可以改配女配角，由于对立石7年前的知遇之恩心怀感激而答应，也兼唱《情书》的片尾曲。动画签名会的澡堂闲聊时被若叶指出喜欢立石而没有注意到翼对是否正在和剑埼交往的默认答复。在火车上发现若叶对剑埼的亲昵举动而支援若叶的恋爱，得知若叶被拒绝后经一系列误会误以为剑埼喜欢自己以及剑埼是个重婚劈腿恶男。
“贞德”篇目睹剑埼对珍妮的出道邀约又误以为剑埼在搭讪、反复纠缠外国金发美女，集体邀约时希望保护珍妮不被剑埼出手公开说剑埼是“好色之人”，发现剑埼来到旭汤后误认为剑埼是跟踪狂，听到珍妮称呼剑埼为龙之介又误解了二人的关系。追查剑埼为何受欢迎的过程中自己也逐渐被剑埼吸引。邀请若叶来旭汤作客时经若叶和珍妮提醒，自己理清了一切的误会，决定弥补对剑埼带来的名誉损失。
“日本博览会”篇对剑埼采取不同以往的热情态度被若叶怒斥“对友人的心上人出手”，发现自己无法反驳。后得到日本博览会的邀请前往巴黎。回国前夜来到翼的房间被若叶当面指出自己也喜欢剑埼。
结局与若叶结成偶像声优歌手组合。
梅迪（Mehdi）
“贞德”篇登场。法国PIKA公司的总编辑，法国人，由担任翻译的珍妮陪同参观讲谈社。11岁的法日混血朱利安是梅迪朋友的儿子。之后被剑埼拜托从法国飞来参与说服珍妮的父母。
“日本博览会”篇负责接待剑埼一行人。

### 親族
劍埼秋子
剑埼龙之介的母亲，“剑埼旅馆”的老板娘，希望儿子早日结婚成家生子。
翼的媽媽
年轻时担任桂木正人的第一任责编，桂木对其展开追求后因“责编不可与所负责的作者谈恋爱”的软性行规而辞职。在翼13岁时因病去世。

### 前作客串人物

#### 涼風
秋月大和
《凉风》的男主角，本作中在“风夏”篇和“最终决战”篇登场。
“风夏”篇时38岁，已经从田径退役并转任体育评论员。受剑埼邀约会面，与凉风一同告知剑埼希望隐瞒秋月风夏的原因是不想让碧井的父亲曝光而给碧井带来压力，被碧井说服。
“最终决战”篇通过手机向剑埼传达秋月家对《情书》的支持。
秋月涼風
《凉风》的女主角，本作“风夏”篇时38岁，家庭主妇。与大和一同告知剑埼希望隐瞒秋月风夏的原因，被碧井说服。
櫻井萌果
本作中并未直接登场，在小鸟游翼的短篇《情书》刊载时于推特宣传自己的舞台剧《情书》。
藤川美穗
“贞德”篇登场。旭汤的房东，因剑埼认识秋月一家而给求租的珍妮房费打折。

#### 小鎮有你
桐島青大
《小镇有你》男主角，本作中在“小镇有你”篇和“最终决战”篇登场。
“小镇有你”篇时33岁，仍经营桐岛食堂，经常为天谷栞送外卖上门，被栞叫来参与明日香恋爱故事的采访。虽得到剑埼的理解，但场面还是非常尴尬。被翼问及当年被明日香斥责“骗子”的心情时答道“就像是被冰冷的手狠狠抓住心脏”。
“最终决战”篇通过手机向剑埼传达桐岛家对《情书》的支持。
桐島柚希
《小镇有你》女主角，本作中在“小镇有你”篇和“动画制作”篇登场。
“小镇有你”篇时33岁，高中教师，被栞叫来参与明日香恋爱故事的采访。认出小鸟游翼曾是自己的学生，但翼却表态站在明日香一边，使柚希非常尴尬。
“动画制作”篇偶然拜访懔，却看到几乎脱光衣服且有生理反应的剑埼，误以为剑埼要侵犯懔而怒揍了剑埼，随后和懔一起向剑埼谢罪。
御岛明日香
《小镇有你》主要角色之一，本作中在“小镇有你”篇和“最终决战”篇登场。
“小镇有你”篇时33岁，早已成为日本女垒王牌投手，东京前一届的奥运会也获得金牌。接到剑埼的邀约电话后同意取材，但本人在国外所以安排其经纪人音羽先行处理。回国后与友人天谷栞喝酒之时，听到剑埼打给栞的商谈电话，要求见见剑埼，会面后得知音羽的恶劣事迹，一同挫败音羽后以留在事务所为交换条件使音羽公司恢复和讲谈社的合作。在正式访谈取材时也见到了青大、柚希、翼。读完正式刊登的《御岛明日香物语》评价道“有趣”。
“最终决战”篇通过手机向剑埼传达对《情书》的支持。
枝葉懍
《小镇有你》主要角色之一，本作中在“动画制作”篇登场。手游制作公司Ever's Dream的董事长，仍喜欢捉弄人。
一见到剑埼就出言甚至性骚扰捉弄他，在剑埼被捉弄到被迫脱衣服并产生生理反应时被柚希上门偶遇而怒揍了剑埼，和柚希一起向剑埼道歉后与讲谈社达成合作。

#### 風夏
本作“风夏”篇开始时是《风夏》结局处Blue Wells乐团世界巡演的2年后回到日本。

##### Blue Wells乐团及关系者
榛名優
《风夏》男主角，贝斯手兼主唱，本作中除主要在“风夏”篇登场外也多次在其他篇章客串。
“风夏”篇出场时20岁，与碧井一起到酒吧拜访西边诚时遇到剑埼，希望将创作机会交给剑埼。因不想利用秋月风夏的死数次向剑埼和翼要求隐瞒秋月风夏的事。读完翼的纸版name初稿后承认自己只是害怕说出秋月风夏的死以及重新面对这一事实，决定不再逃避并向翼讲述更多自己和秋月风夏的回忆，在剑埼面前痛哭。读完二版后询问剑埼是否喜欢翼，提醒剑埼“重要的人有时会突然消失”。在《Blue Wells物语》连载发行后帮助宣传并与剑埼成为好友。
“动画制作”篇原本是担任神宫寺若叶声乐指导的首选，但自身腾不出档期而向剑埼告罪。
“最终决战”篇将《情书》推荐给雪莉。
秋月風夏
《风夏》首位女主角，本作中在“风夏”篇主要以回忆和思念体的形式出现。“最终决战”篇揭示秋月风夏的墓碑在风间恭辅的旁边、小鸟游翼的母亲的对面。
碧井風夏
《风夏》第二位女主角，吉他手兼主唱，本作“风夏”篇出场时22岁，与优一起到酒吧拜访西边诚时遇到剑埼，希望将创作机会交给剑埼。不认可优、大和、凉风希望隐瞒秋月风夏的想法，告知剑埼和翼画出自己的故事“会很有趣”，说服除了优之外的其他人，让剑埼和翼用作品去说服优。在《Blue Wells物语》连载发行后帮助宣传。
三笠真琴、那智一矢、石見沙羅
《风夏》中的主要角色，分别担任键盘手、爵士鼓手兼团长、吉他手。本作“风夏”篇中三人都赞成优的想法，被碧井说服后各自提供了自己关于秋月风夏一些信息。
天谷早織
天谷栞的姐姐，Blue Wells所属经纪事务所TWINKLING STAR的董事长，《风夏》中的重要角色之一。本作中首次登场是在小鸟游翼的新人赏颁奖仪式后，和青叶一起路过以为剑埼是把翼弄哭的花心男。“风夏”篇登场时48岁，被最上彰拜托并打算接受盾山清辉的邀约，在剑埼参与竞标后仍然判定盾山胜出，却因京极薫退出只好把创作机会交给剑埼，但要求必须在销量最高的杂志上连载。
日野上青叶
《风夏》中的重要角色之一，Blue Wells的经纪人，本作中首次登场是在翼的新人赏颁奖仪式后，和天谷早织一起路过以为剑埼是把翼弄哭的花心男。“风夏”篇登场时接到剑埼的拜访邀约电话。

##### HEDGEHOGS乐团
西邊誠
《风夏》中HEDGEHOGS篇的主要角色之一，HEDGEHOGS乐团的创始人，目前是音乐制作人。本作中“风夏”篇之前多次以在剑埼与其他编辑的身边喝酒的方式客串出场。“风夏”篇首次向剑埼搭话。“动画制作”篇安排冰无小雪担任神宫寺若叶的声乐指导。
冰無小雪
《风夏》中的主要角色之一，HEDGEHOGS乐团第二任主唱。在本作第1话时已客串登场去讲谈社拍摄偶像写真。
“动画制作”篇被西边诚拜托担任若叶的声乐指导，很喜欢若叶。为《情书》的片头曲《永远一起》作词，经剑埼提议以Rabbits乐团的伪装身份参与演奏。《情书》的动画签名会结束后举行演唱会演唱了Climber's High，并邀请若叶担任演唱会特别嘉宾。
HEDGEHOGS
小友/トモ、阿伸/ノブ、尚志/ヒサ、阿笑/ニコ、小玉/タマ。陪同小雪登场，除小玉外均参与伪装Rabbits乐团的演奏。

##### 其他角色
雪莉·霍内特（Shelley Hornet）
《风夏》的重要角色之一，美国乐坛天后级歌手。本作中“最终决战”篇登场，经优介绍并迷上《情书》，随后在自己的Youtube频道帮助推荐。
最上彰
《风夏》的重要角色之一，音乐制作人。本作“风夏”篇登场时36岁，为其他出版社的朋友盾山清辉帮忙向天谷早织邀约对Blue Wells进行漫画创作。
Le-bard乐团
《风夏》中的顶尖乐团之一，本作中在春日清辰篇登场客串，因演唱了春日作品的片头曲而成为春日的朋友，出席春日的酒会。

## 出版書籍
| 卷數 | 講談社         | 講談社                                                  | 東立出版社    | 東立出版社             |
| 卷數 | 發售日期       | ISBN                                                    | 發售日期      | ISBN                   |
| ---- | -------------- | ------------------------------------------------------- | ------------- | ---------------------- |
| 1    | 2018年10月17日 | ISBN 978-4-06-513087-2                                  | 2020年2月3日  | ISBN 978-957-26-3349-6 |
| 2    | 2018年12月17日 | ISBN 978-4-06-513492-4                                  | 2020年8月13日 | ISBN 978-957-26-3350-2 |
| 3    | 2019年3月15日  | ISBN 978-4-06-514448-0                                  |               |                        |
| 4    | 2019年5月17日  | ISBN 978-4-06-515141-9                                  |               |                        |
| 5    | 2019年9月17日  | ISBN 978-4-06-515728-2 ISBN 978-4-06-517121-9（特裝版） |               |                        |
| 6    | 2019年10月17日 | ISBN 978-4-06-517168-4 ISBN 978-4-06-517169-1（特裝版） |               |                        |
| 7    | 2019年12月17日 | ISBN 978-4-06-517548-4                                  |               |                        |
| 8    | 2020年3月17日  | ISBN 978-4-06-518268-0                                  |               |                        |
| 9    | 2020年5月15日  | ISBN 978-4-06-518857-6                                  |               |                        |
| 10   | 2020年7月17日  | ISBN 978-4-06-520109-1                                  |               |                        |
| 11   | 2020年10月16日 | ISBN 978-4-06-521016-1                                  |               |                        |
| 12   | 2020年12月17日 | ISBN 978-4-06-521634-7                                  |               |                        |
| 13   | 2021年3月17日  | ISBN 978-4-06-522654-4                                  |               |                        |

## 外部連結
- 漫畫官方網站 （页面存档备份，存于）（日語）